# Alicún de Ortega
Alicún de Ortega – gmina w Hiszpanii, w prowincji Grenada, w Andaluzji, o powierzchni 22,83 km². W 2011 roku gmina liczyła 500 mieszkańców.
Badania archeologiczne wskazują, że obecna enklawa gminy była zamieszkana od czasów prehistorii.